# Echilibru
Echilibru este un film românesc din 1971 regizat de Dan Dumitrescu.